# Symmachia belti
Symmachia belti är en fjärilsart som beskrevs av Frederick DuCane Godman och Osbert Salvin 1886. Symmachia belti ingår i släktet Symmachia och familjen Riodinidae. Inga underarter finns listade i Catalogue of Life.